# بوب كولمان
بوب كولمان (بالإنجليزية: Bob Coleman)‏ هو لاعب كرة قاعدة أمريكي، ولد في 26 سبتمبر 1890 في هونتينغبورغ في الولايات المتحدة، وتوفي في 16 يوليو 1959 في بوسطن في الولايات المتحدة بسبب سرطان.

## روابط خارجية
- بوب كولمان على موقعبيزبول رفرنس.كوم (الدوري الرئيسي) (الإنجليزية)
- بوب كولمان على موقعبيزبول رفرنس.كوم (الدوري الثانوي) (الإنجليزية)